# Отс, Лоуренс
Лоуренс Эдвард Грейс Отс (англ. Lawrence Edward Grace Oates) (17 марта 1880 — 16 марта 1912) — капитан кавалерии британской армии, ветеран Второй Англо-бурской войны, исследователь Антарктики, принимавший участие в экспедиции «Терра Нова». Под руководством Роберта Скотта вместе со своими спутниками достиг Южного полюса на 34 дня позже группы Руаля Амундсена. Получил особую известность в связи с обстоятельствами своей смерти: на обратном пути с полюса вышел из палатки в метель и сорокаградусный мороз со словами «Пойду пройдусь. Может быть, не скоро вернусь».
Смерть Отса рассматривается как акт самопожертвования: зная, что его неспособность нормально передвигаться сокращает шансы трёх его товарищей на спасение, он выбрал верную смерть.

## Юность
Лоуренс Отс родился в Патни, южном пригороде Лондона, в 1880 году. Являлся сыном Уильяма и Кэролайн Отс (урожд. Кэролайн Бактон), имел сестру Лилиан, которая была старше его на год. Отс был потомком зажиточных помещиков Эссекса и Йоркшира, некоторые из его предков сражались в битве при Гастингсе, а родовое семейное древо иллюстрировало родственные связи на почти десять веков. Дядей Отса был натуралист и исследователь Африки Франк Отс. Лоуренс жил в Патни в период с 1885 по 1891 год, в возрасте с 5 до 11 лет, по адресу Аппер-Ричмонд-роуд, 263. Он был одним из первых учеников школы Willington Prep на углу Колинетт-роуд. Дальнейшее образование получил в школе Саус-Линн в Истборне, после чего поступил в Итонский колледж. Колледж высшего образования не давал, и его отсутствие в основном связано с дислексией.
В кругу знакомых Отс имел прозвище Титус Отс, а в семейном кругу — просто Лори. Во время экспедиции «Терра Нова» товарищи часто именовали его Солдатом.
Отс являлся большим поклонником Наполеона, даже несмотря на соперничество между Великобританией и Францией после наполеоновских войн. В базовом лагере будущей экспедиции «Терра Нова» Отс повесил его портрет.
В 1898 году Отс присоединился к третьему резервному батальону Полка западного Йоркшира. Во время Англо-бурской войны проходил службу в чине младшего офицера в элитном 6-м (Иннискиллингском) драгунском полку, куда он вступил 6 апреля 1900 году. В марте 1901 года, во время англо-бурской войны, Отс попал в засаду и получил огнестрельное ранение в бедро. На предложение сдаться ответил отказом, за что после получил прозвище «Не сдающийся» и самую почётную боевую награду британской армии — Крест Виктории. Однако это ранение привело к тому, что левая нога Отса была на целый дюйм короче правой. В связи с ранением Отс был отправлен в Великобританию на лечение, однако смог вернуться на фронт ещё до окончания войны. В 1902 году был произведён в звание лейтенанта, служил в Египте, Индии. В 1906 году стал капитаном.
В биографии Отса «Я выйду: Капитан Отс — Антарктическая трагедия», написанной Майклом Смитом и изданной издательством «Spellmount Publishers» в 2002 году, утверждается, что якобы в результате сексуальной связи 20-летнего Отса и 11-летней шотландской девочки Этти Маккендрик, у последней родилась дочь, о существовании которой сам Отс не знал.

## Экспедиция «Терра Нова»

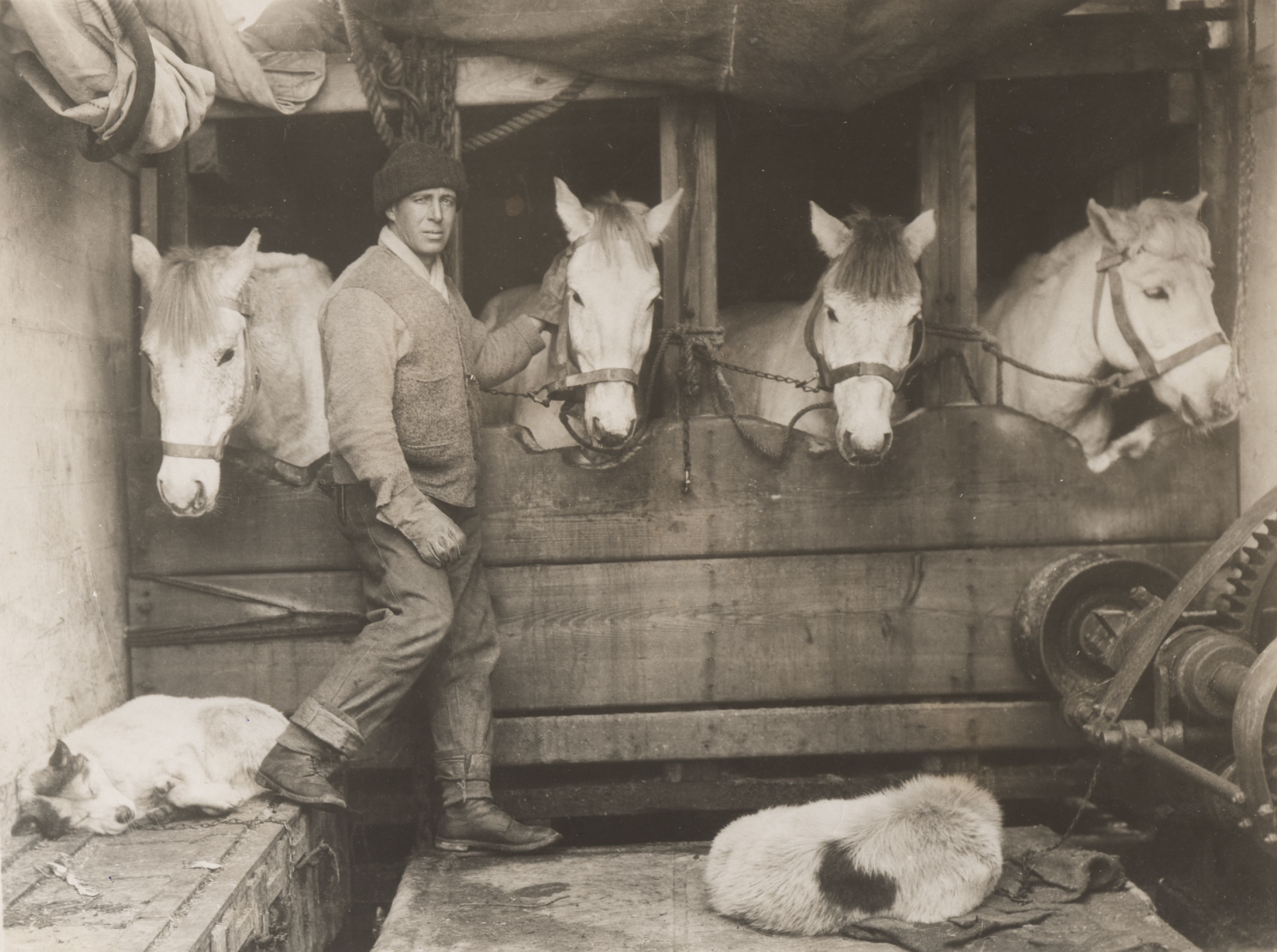
Лоуренс Отс на борту «Терра Новы», ухаживающий за лошадьми, 1911

В 1910 году Лоуренс Отс подал заявку на вступление в экспедицию Роберта Фолкон Скотта к Южному полюсу, и был принят главным образом в силу имевшегося опыта обращения с лошадьми и, в меньшей степени, в силу его способности сделать финансовый взнос в размере £ 1000 в фонд экспедиции. Роль Отса заключалась в обязанности ухаживать за девятнадцатью маньчжурскими лошадьми, которых Скотт намеревался использовать для транспортировки грузов во время первого этапа — закладки перевалочных лагерей, и в начале похода основной группы к полюсу. В конечном итоге, Скотт выбрал Отса, как одного из пяти человек, кто вошёл в основную группу, призванную покорить Южный полюс.
Отс часто критиковал решения Скотта относительно управления экспедицией. «Они друг друга сильно раздражали», — вспоминал позже другой экспедиционер. Когда Отс впервые увидел лошадей, которые были приобретены для экспедиции, то пришёл в ужас: «самое большое стадо кляч, которое я когда-либо видел» и позже писал: «непросвещённость Скотта касательно похода с животными колоссальна». Он также записал в дневнике: «Я сильно недолюбливаю Скотта и бросил бы все это, если бы не случалось так, что мы — британская экспедиция… Он [Скотт] не прямолинеен, сам отдыхает первым, остальные — не отдыхают вообще». Но также Отс отмечал, что его резкие слова часто были вызваны тяжёлыми условиями. Скотт характеризовал Отса как «весёлого старого пессимиста» и добавлял: «Солдату всё видится в мрачных тонах, но я знаю, что это просто его особенность». На подходе к полюсу Скотт дал Отсу такую характеристику:

Отс был незаменим, когда живы были пони. Теперь он показал себя отличным ходоком, все время идет с полной выкладкой, наравне со всеми участвует в разбивке лагеря и переносит все лишения не хуже любого из нас. Я бы не хотел остаться без него. Пожалуй, наша пятерка так счастливо подобралась, что лучшего невозможно и вообразить.

### Поход к полюсу
Как-то раз в фотолаборатории экспедиции состоялся следующий разговор:

«Был поставлен вопрос о том, как должен поступить участник похода к полюсу, если силы оставят его и тем самым он превратится в бремя для остальных. Отс не колеблясь и в категорической форме выразил мнение, что такому человеку останется лишь один выход — пожертвовать собой. На этот случай, сказал он, каждый должен взять с собой пистолет, „и тот, кто не сможет идти дальше, должен иметь право воспользоваться им“».
Капитан Скотт, капитан Отс и 14 других членов экспедиции отправились из базового лагеря на мысе Эванса к полюсу 1 ноября 1911 года. Во время 895-мильного путешествия в заранее определённых местах члены экспедиции поворачивали обратно, доставив необходимые припасы для закладки очередного перевалочного лагеря. 4 января 1912 года под 87° 32' ю. ш. Скотт принял решение относительно того, кто совершит основной рывок к полюсу, находившемуся на 167 миль южнее. Этими людьми стали: Роберт Скотт, Эвард Уилсон, Генри Бауэрс, Эдгар Эванс и Лоуренс Отс. Отс до последнего был уверен, что ему, простому солдату без каких-либо специальных навыков, не посчастливится войти в основную группу. Биограф Скотта Гарри Ладлэм полагает, что Роберт Фолкон так привязался ко всем пятерым, что просто не мог решиться оставить кого-то из них. Полагают также, что «Отс завоевал право идти к полюсу своим заботливым и тщательным уходом за пони».
17 января 1912 года, спустя 78 дней после начала похода, они, наконец, достигли полюса, но лишь для того, чтобы обнаружить там лагерь норвежского исследователя Руаля Амундсена, множество человеческих и собачьих следов. Внутри палатки Амундсена была обнаружена записка, адресованная Скотту, в которой сообщалось, что норвежская экспедиция достигла полюса 14 декабря 1911 года, то есть за 35 дней до прихода туда Скотта со своими спутниками.

### Обратный путь
«На случай, если будут найдены эти листки, я хочу отметить следующие факты. Последние мысли Отса были о его матери, но перед этим он с гордостью выразил надежду, что его полк будет доволен мужеством, с каким он встретил смерть. Это мужество мы все можем засвидетельствовать. В течение многих недель он без жалоб переносил жестокие страдания, но до самого конца был в состоянии разговаривать о посторонних предметах и это делал охотно. Он до самого конца не терял, не позволял себе терять надежду. Это была бесстрашная душа.
Мы знали, что бедный Отс идет на смерть, и отговаривали его, но в то же время сознавали, что он поступает как благородный человек и английский джентльмен. Мы все надеемся так же встретить конец, а до конца, несомненно, недалеко».
Группа Скотта на обратном пути столкнулась с большим количеством трудностей. Исключительно неблагоприятные погодные условия, плохое питание, травмы от падений, последствия цинги, снежная слепота и обморожения — всё это значительно замедляло их продвижение. 17 февраля 1912 года, у подножия ледника Бирдмора, скончался Эдгар Эванс, как посчитали его спутники, от последствий сильного удара по голове, полученного, когда Эдгар провалился в трещину несколькими днями ранее. Ноги и нос Отса были сильно обморожены, и было высказано предположение (но никогда не подтверждённое), что его военная рана вновь открылась из-за последствий перенесённой цинги. Отс уставал быстрее своих спутников. Его медленное продвижение и категорическое нежелание товарищей оставить Отса вызывало сильное отставание от графика. Между перевалочными лагерями, в которых содержался недельный запас еды и топлива, было в среднем по 65 миль пути, а это означало, что экспедиционеры должны были проходить в день более 9 миль, чтобы сохранить припасы для заключительных 400 миль их похода, проходивших через шельфовый ледник Росса. Однако 9 миль в день были их лучшим результатом за весь поход, а к концу пути пройденные отрезки пути стали сокращаться и до 3 миль из-за ухудшения состояния Отса. 15 марта он сказал спутникам, что не может больше идти и попросил оставить его вместе со спальным мешком на леднике, что сделать те отказались. Ещё несколько миль прошёл он тем днём, но к ночи его состояние ухудшилось ещё более.
Вопреки надежде Отса просто не проснуться утром 16 марта, накануне дня своего рождения, он пробудился и, осознавая сложившуюся ситуацию, будучи уверенным в необходимости принести себя в жертву во имя шанса на спасение остальных, выполз из палатки без обуви со словами, обращёнными к своим спутникам: «Только выйду на воздух. Может быть, не скоро вернусь». Вне палатки свирепствовала метель, а температура опустилась ниже −40 °C. Тело Лоуренса Отса никогда не было найдено.
Поисковая партия в ноябре 1912 года установила пирамиду из камней рядом с тем местом, где предположительно расстался с жизнью Отс. Надпись на пирамиде гласит:

Поблизости умер очень доблестный джентльмен, капитан Л. Э. Отс из Иннискиллингского драгунского полка. В марте 1912, на обратном пути с полюса, он добровольно пошёл на смерть в снежный буран, чтобы попытаться спасти своих товарищей, застигнутых бедой.

## Увековечивание памяти

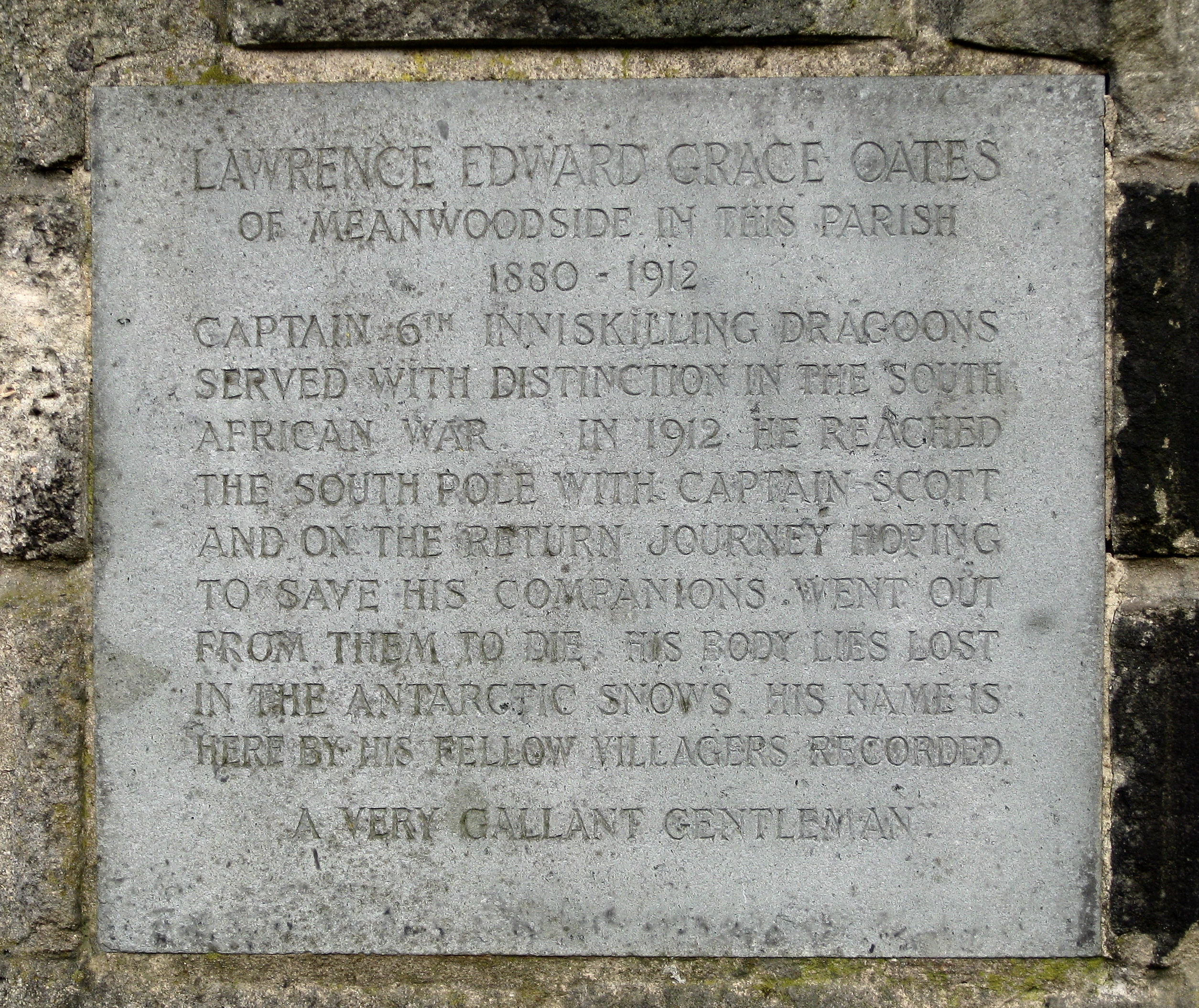
Монумент Отсу поблизости от церкви Святой Троицы, Манвуд, Лидс.

- Вблизи предположительного места смерти Отса членами поисковой экспедиции в ноябре 1912 года был возведён гурий и установлен небольшой крест в память о Лоуренсе Отсе[24][25].
- Членами спасательной экспедиции над местом упокоения последних членов похода к Южному полюсу была возведена пирамида изо льда и снега, а надпись на установленном кресте содержала слова[25]:

Также в память их двух доблестных товарищей, капитана Иннискиллингского драгунского полка Л. Э. Дж. Отса, который пошёл на смерть в пургу приблизительно в восемнадцати милях к югу от этой точки, чтобы спасти своих товарищей; также матроса Эдгара Эванса, умершего у подножия ледника Бирдмора. «Бог дал, Бог и взял, благословенно имя Господне».
- Части северного побережья Земли Виктории в Восточной Антарктиде, открытой экспедицией «Терра Нова» и имеющей протяжённость в 600 километров, было дано название Берег Отса.
- Музей Отса в доме Гилберта Уайта в Селборне, графство Гемпшир. Посвящён жизни Лоуренса Отса и его дяди — Фрэнка Отса[26].
- Спальный мешок Отса из оленьей кожи был отреставрирован и теперь выставлен в музее полярного научно-исследовательского института имени Скотта, наряду с другими предметами экспедиции.
- Медаль Отса за Южную Африку с барсами и Полярная медаль теперь хранятся в музее Королевских гвардейских драгунов в Йорке[27][28].
- В 1913 году офицерским братством был возведён памятник Отсу в приходской церкви Святой Марии Богородицы в деревне Gestingthorpe, графство Эссекс. Церковь находится напротив дома его семьи в Gestingthorpe hall.
- В городе Манвуд, округа Лидс была открыта школа имени Лоуренса Отса. Школа была закрыта в 1992 году[29]. Поблизости от церкви Святой Троицы был установлен монумент в память об Отсе.

Также память Лоуренса Отса увековечена на множестве памятников, установленных в честь всех пятерых погибших членов экспедиции «Терра Нова».

## В искусстве

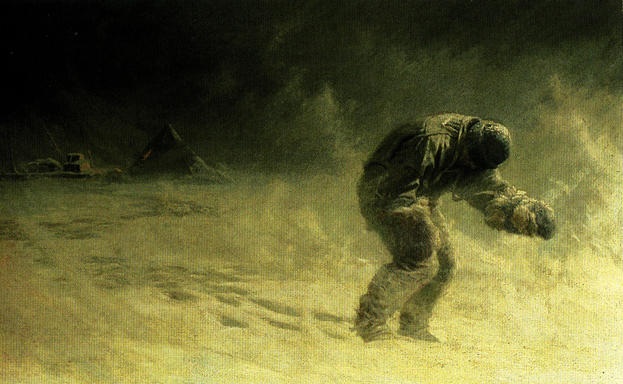
«Очень доблестный джентльмен», Джон Доллман, 1934 год.

- Британский художник и иллюстратор Джон Чарльз Доллман в начале XX века создал иллюстрацию смерти Отса, дав ей название «Очень доблестный джентльмен».
- В фильме «Скотт из Антарктики», снятом в 1948 году, роль Отса исполнил актёр Дерек Бонд.
- В 1985 году состоялась премьера мини-сериала «Последнее место на Земле» производства BBC, снятого по книге «Скотт и Амундсен» (1979) биографа-журналиста Роланда Хантфорда. Роль Отса исполнил актёр Ричард Моран[30].
- По мотивам финала экспедиции «Терра Нова» в 1941 году Дугласом Стюартом была поставлена радио-пьеса в стихах «Огонь на снегу». Премьерное прослушивание состоялось в 1944 году. Роль Отса озвучил актёр Лу Вернон.
- Научно-фантастическая повесть «Может пройти некоторое время» писательницы Бренды Клаф была номинирована на премии Хьюго и Небьюла. В ней рассказывается о том, как Отс был перенесён в 2045 год, где был исцелён благодаря навыкам врачей будущего. Эта повесть легла в основу её более позднего романа «Пересмотреть мир», где действие также сосредотачивается на бывшем капитане британской армии Лоуренсе Отсе.
- Терри Пратчетт три раза использовал последние слова Отса в своей книжной серии «Плоский мир»[31][32][33].
- В эпизоде «Избавление от бремени» британского телесериала «Are You Being Served?», когда сотрудники обсуждают кто должен их покинуть, капитан Пикокк рассказывает историю об антарктической экспедиции Скотта и жертве Отса. На что Лукас замечает: «Если бы это случилось сегодня, они бы съели капитана Скотта».
- В эпизоде Белая дыра[англ.] британского телесериала Красный карлик имеется развёрнутое упоминание Лоуренса Отса в диалоге.
- В стихотворении «Антарктида» Дерека Махуна описываются последние минуты жизни Отса. Четыре раза в этом произведении звучат последние слова Лоуренса: «Только выйду на воздух и вернусь не сразу».
- В фильме Фрэнка Капра «Дирижабль», об американской экспедиции на Южный полюс в 1930 году, вымышленный персонаж, которого играет актёр Покко Карн, получает травмы, аналогичные тем, которые имелись у Лоуренса Отса, и хочет принести себя в жертву таким же образом, очевидно вдохновлённый обстоятельствами смерти Отса.
- Британские комики Стюарт Ли и Ричард Херринг сделали отсылки к «Капитану Отсу» в своём телесериале 1990-х годов «Fist of Fun» и одной из передач радио BBC. В первоначальной версии этого пародийного скетча Отс объявляет о своём уходе в надежде, что спутники попытаются его отговорить. В последующих версиях скетча этот эпизод используется в других социальных обстоятельствах, где Отс объявляет о своём уходе в надежде, что окружающие поймут его намёки. Одним из таких примеров служит сцена передачи Отса картофеля за обеденным столом другому, когда он хотел оставить его для себе. После таких скетчей Ли и Херринг иногда именуются «Капитан Отс-типовыми фигурами».
- Испанская хэви-метал группа «WarCry» записала песню «Капитан Лоуренс», в которой повествуется о решении, принятом Лоуренсом для спасения товарищей
- Испанская группа Mecano в песне «Герои Антаркиды» также повествует о судьбе Отса и его спутников.
- В пьесе 1972 года Тома Стоппарда описываются два вымышленных британских астронавта «Отс» и «Капитан Скотт», чей космический корабль получил такие повреждения при посадке на луну, что оторваться от её поверхности способен лишь с одним человеком на борту. Скотт и Отс сражаются между собой за право попасть на корабль, и, победив, Скотт закрывает люк, на крышке которого видна надпись: «Я ухожу. Возможно, вернусь не скоро».
- В книге Джеральдины МакКахриан «Белая темнота», вышедшей в 2005 году, девочка-подросток Симон Уотс одержима капитаном Отсом и даже создаёт его у себя в воображении, где тот является ей другом.
- В романе 2009 года Маргарет Этвуд «Год Потопа» персонаж Адам Уан ссылается на «Святого Лоуренса Титус Отса из экспедиции Скотта» в речи, произнесенной среди последователей религиозной секты «Садовники Божьи». Один из персонажей также носит имя Оутс.
- Композиция «A gallant gentleman» пост-рок группы We Lost the Sea[англ.] посвящена Лоуренсу Отсу.
- В рассказе К. Г. Паустовского «Соранг[34]» (1933 г.) описывается посмертная записка Л.Отса и вручение её адресату — женщине, которую он любил и которая ушла от него.

### Первоисточники
- Scott's last expedition. In two volumes / Arranged by Leonard Huxley. With a preface by Sir Clements R. Markham, etc. — London : Smith, Elder & Co, 1914. — Vol. I. Being the journals of Captain R. F. Scott …. — XXVI, 636 p.
- Scott's last expedition. In two volumes / Arranged by Leonard Huxley. With a preface by Sir Clements R. Markham, etc. — London : Smith, Elder & Co, 1913. — Vol. II. Being the reports of the journeys & the scientific work undertaken by Dr. E.A. Wilson and the surviving members of the expedition. — XVI, 534 p.
- Скотт Р. Экспедиция к Южному полюсу. 1910—1912 гг. Прощальные письма / Пер. с англ. В. А. Островского, под ред. М. Г. Деева. — М.: Дрофа, 2007. — 559 с. — (Библиотека путешествий). — 5000 экз. — ISBN 978-5-358-02109-9.
- Черри-Гаррард Э. Самое ужасное путешествие / Перевод с английского Р. М. Солодовник; Научный редактор доктор. геогр. наук В. С. Корякин. — М. : Paulsen, 2014. — 528 с. — (Великие британские экспедиции). — ISBN 978-5-98797-085-0.

### Монографии и статьи
- Ладлэм Г. Капитан Скотт / Перевод с английского В. Я. Голанта. Научный редактор кандидат географических наук Л. И. Дубровин. С предисловием академика А. Ф. Прянишникова. — Изд. 2-е, испр. — Л. : Гидрометеоиздат, 1989. — 288 с. — ISBN 5-286-00406-7.
- Хантфорд Р. Покорение Южного полюса. Гонка лидеров / Пер. с англ. С. Филина. — М. : Манн, Иванов и Фельбер, 2012. — 640 с. — ISBN 978-5-91657-323-7.
- Limb S., Cordingley P. Captain Oates. Soldier and Explorer. — Barnsley, South Yorkshire : Pen & Sword Military, 2009. — xiii, 235 p. — ISBN 978-1-84884-088-1.
- Smith M. «I Am Just Going Outside…» Captain Oates — Antarctic Tragedy. — Staplehurst, Kent : Spellmount Limited, 2002. — 301 p. — ISBN 1-86227-178-X.